# Font intermitent de Fòntastòrbas
La font intermitent de Fòntastòrbas és una gran deu d'aigua intermitent situada al municipi de Belestar, al país d'Òlmes.

## Presentació i conca d'alimentació
La font intermitent de Fòntastòrbas és una gran deu d'aigua, de tipus vauclusià i una de les 10 més importants de l'estat francès. Està situada al costat de la carretera departamental número 9 que et duu a Fogats e Barrinòu, aproximadament a un quilòmetre del nucli urbà de Belestar. Es presenta com una entrada monumental oberta a la part baixa d'un penya-segat, d'on sorgeix en cascades i fent un soroll ensordidor un veritable riu de 5 metres d'amplada. Passats només 50 metres de recorregut a l'aire lliure, aquest riu buida les seves aigües dins l'Èrç Viu, la qual cosa fa que aquest riu dobli el cabal a partir d'aquell moment.
Les aigües abundants d'aquesta deu provenen d'una conca d'alimentació del voltant de 85 km², amb límits imprecisos, com és comú en medis càrstics. Aquest implúvium es reparteix en 2 conjunts separats:
- una conca propera (del voltant de 17 km²) corresponent a una part de la planúria de Saut, aproximadament el territori cobert pel bosc de Belestar, a una alçada compresa entre els 800 i 1200 m
- una conca més allunyada i més gran (68 km²), separada de la primera per la vall de la riera de Malard, afluent de l'Ers Viu. Aquesta conca comprèn la muntanya de la Frau (1925 m) i les pèrdues de 3 curs d'aigua en contacte amb els llits calcaris en la seva entrada a les gorges de la Frau: l'Ers Viu superior i 2 dels seus afluents, els torrents de l'Orzà i del Basqui, que baixen del massís de Taba (2368 m)

Les aigües sortides d'aquestes dues parts s'ajuntarien just abans de la sortida del flux a l'aire lliure i, encara que això encara no s'hagi confirmat, la primera d'aquestes conques no participaria de les intermitències, cosa que podria explicar el feble cabal que subsisteix al nivell baix (vegeu més endavant).

## El fenomen i el seu mecanisme
L'explicació que segueix es recolza en els resultats dels estudis realitzats a finals dels anys 1970 pel CNRS de Molís i, especialment, del professor Alain Mangin, teories exposades en aquella època i de manera molt didàctica a la revista de la société spéléologique du Plantaurel.
La deu flueix de manera regular la major part de l'any. Tanmateix, en període d'aigües baixes, és a dir des que el cabal mitjà diari descendeix per sobre de 1.04 m³/s, habitualment de juliol a octubre, la font presenta les intermitències que l'han feta cèlebre. Seguint la sola teoria que, de moment, permet d'explicar tots els tipus de funcionament coneguts d'aquestes fons, les intermitències estan lligades versemblantment a una configuració on hi intervenen:
- Un dipòsit elevat (una sala subterrània creada per l'aigua escolada dins la massa calcària), alimentat per l'aigua provinent de la conca aiguavessant;
- Un conducte d'escolament situat en posició inferior i modelat per l'aigua que surt del dipòsit per trobar-se l'exutori de la font;
- Un conducte de presa d'aire, situat per sobre i emplenat d'aire.

Així, tant que el cabal d'alimentació és suficient, el nivell d'aigua dins del dipòsit superior és suficient també per mantenir el conducte de presa d'aire tancat. Mentre s'escola aigua dins del conducte d'escurament d'una manera regular a la del cabal d'alimentació, exactament com si el conducte de presa d'aire no existís, la font raja sense canvis.

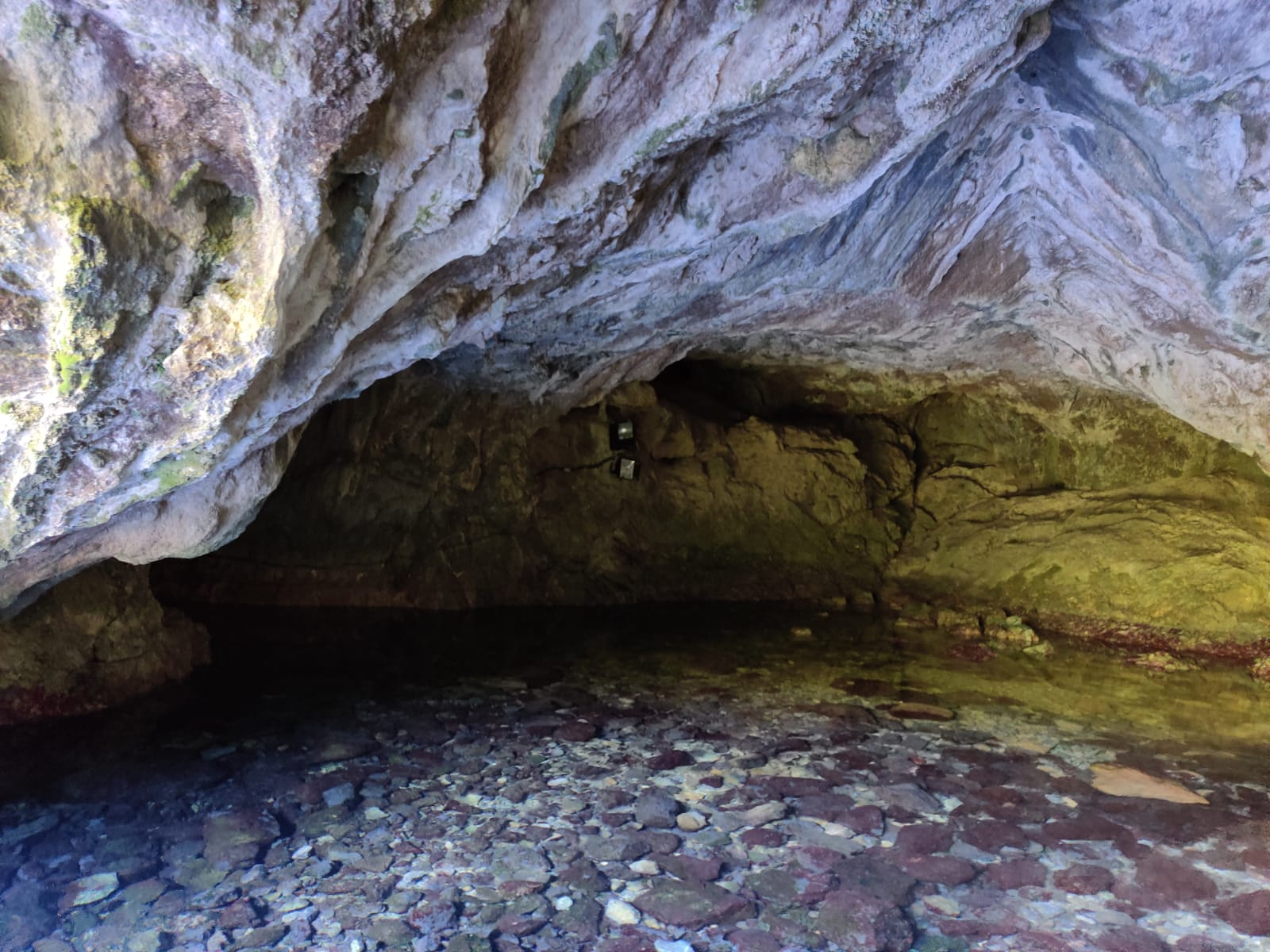
Interior de la cavitat amb la baixada de flux d'aigua (foto del mes de setembre).

Tot i així, això canvia quan s'acosta l'època més seca i el cabal d'alimentació baixa. Arriba un moment en què s'assoleixen 1.04 m³/s. En aquest moment, l'extrem superior del conducte de presa d'aire s'omple d'aigua fins a obstruir-se i comença a aspirar aire. Es produeix, d'aquesta manera, una gran pèrdua de càrrega dins del conducte d'escolament i s'interromp quasi totalment la sortida: comença la primera intermitència. Essent llavors insignificant el cabal d'escolament en comparació al cabal d'alimentació, el dipòsit superior s'omple de nou. Però per reomplir el flux dins del conducte d'escolament, aquest ha de pujar més amunt que el nivell on s'ha desencadenat la intermitència per primer cop. És això, doncs, el que explicaria que un cop el flux s'ha restablert, el cabal de la font puja fins al voltant d'1.8 m³/s, superior a 1.04 m³/s, per tant un cabal d'alimentació a partir del qual apareix el fenomen de la intermitència. El cabal de sortida és notablement superior al d'entrada, el dipòsit superior es buida ràpidament fins al desencebament de l'escolament i el cicle se succeeix en tant que el cabal d'alimentació és insuficient per mantenir la sortida d'aigua constant.
Aquest fenomen dura, en general, tot l'estiu i una part de la tardor, amb algunes interrupcions ocasionals després de tempestes que fan pujar el cabal d'alimentació provisionalment..
Si presentat d'aquesta manera simplificada el mecanisme presenta teòricament una regularitat perfecte, caldria matisar-ne els efectes en funció de l'evolució del cabal d'alimentació. Així doncs, durant el transcurs de la temporada d'intermitències, el cabal mínim varia entre els 0.2 m³/s quan comença i els 0.02 m³/s a finals d'estiu, quan el cabal d'alimentació és més baix. També, el cabal màxim varia entre el 1.80 i el 1.68 m³/s, moment en què la font sembla presentar un cabal molt abundant per l'estació.
La durada mitjana d'una intermitència és del voltant de 40 minuts de baixada del flux d'aigua i 20 minuts de pujada la major part de la temporada d'intermitències. Aquesta temporització augmenta sensiblement a finals d'estiu, quan els cabals mitjans són més baixos, perquè el dipòsit s'omple més a poc a poc. En alguns casos prou estranys des del punt de vista de la hidrologia de la font (vegeu més avall), pot passar que el dipòsit no es pugui omplir més i que el cabal d'alimentació no pugui filtrar de manera difàsica (aigua + aire) dins del conducte de buidatge. Això es produeix a partir del moment que el cabal mig diari de la font baixa fins a 0,60 m³/s, o sigui 600 litres/s, o per sota; aquest va ser el cas del mes de novembre de 1973, l'octubre de 2001 i el gener de 2007, sempre arran d'estius perllongats. Aquesta anomalia ja va ser prevista per A. Mangin.

## Un lloc turístic
A partir de l'article aparegut el 1979 a la revista de la société spéléologique du Plantaurel, la font de Fontestorbes es va convertir en una curiositat única al món. Si, efectivament, existeixen d'altres fonts intermitents o de cabal variable a Europa i per tot el món, Fontestorbes es distingeix netament per:
- Per la regularitat del fenomen (la durada de les intermitències varia, però molt poc, contràriament a altres fonts intermitents).
- Per la magnitud del fenomen: Un cabal que va, dins de cada cicle, des de l'assecament quasi total (20 à 200 l/s seguint la temporada d'intermitències) fins a 1800 l/s. Normalment el fenomen són menys espectaculars (simples fluctuacions) en altres fons.
- Pel cabal existent: 1800 l/s o 1.80 m³/s durant la sortida màxima..

Els visitants són, doncs, nombrosos durant tot l'estiu, visita que es fa més agradable gràcies a la situació de la font en un lloc emboscat i per la proximitat de l'aigua abundant. El juny de 2006 s'hi van fer treballs d'adequació, realitzats per la Comunitat de Municipis del País d'Òlmes per a acollir millor els turistes i explicar a grans trets el funcionament de la font.

## Hidrologia

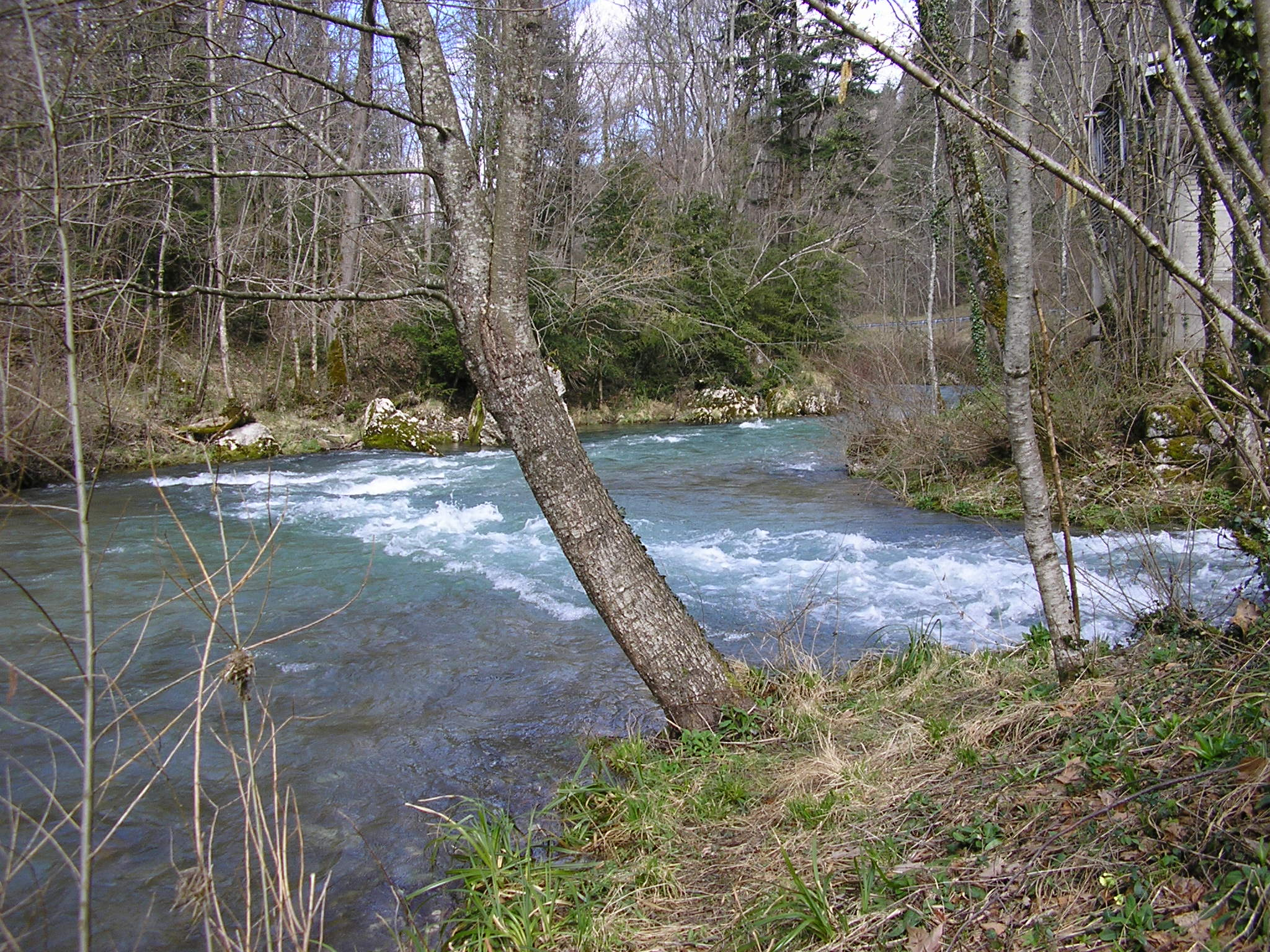
La confluència entre l'Ers (a l'esquerra) i l'aigua de Fòntastorbas (a la dreta)

El cabal de Fòntastòrbas ha estat observat durant un període de 42 anys (1965-2007) a la sortida a l'aire lliure de l'aigua i a menys de 50 m de la seva trobada amb l'Ers Viu.
El cabal mitjà interanual o el mòdul de Fòntastòrbas és de 2,09 m³ per segon, cosa que posiciona el riu com el més gran dels afluents de l'Ers Viu, just per davant del Toire.
La font presenta fluctuacions estacionals de cabal molt moderades, compensades per les existències d'aigua de la seva conca d'alimentació sota la forma d'un important aqüífer càrstic. Vistes les característiques del seu implúvium, el règim de la font és nivo-pluvial, o sigui que la influència predominant és la de la fosa i retenció nival, amb un component pluvial prou important i un cert efecte retard lligat a l'efecte tap de l'aqüífer càrstic. Les aigües altes es desenvolupen, doncs, de desembre a juny inclòs, amb cabals mitjans mensuals que varien entre els 2,20 m³/s i 3,51 m³/s. Des de mitjans de febrer a l'altiplà de Saut i, després, el març, abril i maig al massís de Taba, la fosa de la neu comença i s'afegeix altre cop als cabals encara abundants d'origen pluvial i als de l'escurament del karst, fins al seu màxim ompliment, per acabar provocant una alça del cabal duent-lo a un màxim de l'abril i el maig (3,51 m³/s i 3,35 m³/s respectivament). El mes de juny el cabal baixa, però el karst encara ple atenua aquest descens. L'estiu comença a finals de mes i porta als descensos més accentuats d'aigua fins a principis de la tardor (temporada de les intermitències), que tenen lloc del juliol fins a l'octubre, comportant un descens del cabal mensual mitjà fins als 0,981 m³/s al mes de setembre. Les fluctuacions poden ser més importants en alguns períodes breus o segons els anys, però sense excés.
Dèbit mitjà mensual (en m³/s) de la font de Fontestorbes mesurada a l'estació hidrològica de Belestar - dades calculades en 42 anys
Els estius, el VCN3 pot caure fins als 0,690 m³/s, passant això un cop cada 5 anys de mitjana («quinquennal seca»). Per altra banda, en 42 anys, el cabal mitjà diari de la font no ha caigut mai encara per sota dels 0,450 m³/s.